# Selección femenina de fútbol de Ghana
La selección femenina de fútbol de Ghana es el equipo formado por jugadoras de nacionalidad ghanesa que representa a la Asociación de Fútbol de Ghana en las competiciones oficiales organizadas por la Confederación Africana de Fútbol y la FIFA.
Es una de las cuatro selecciones africanas que logrado clasificar a la Copa Mundial Femenina de Fútbol habiendo disputado las ediciones de 1999, 2003 y 2007 aunque en todas terminó siendo eliminado en la fase de grupos, mientras que en el Campeonato Africano salió subcampeón en 3 ocasiones (1998, 2002 y 2006)

## Historia
La selección ghanesa fue creada en 1991 para participar en el primer Campeonato de África (que también sirve de fase de clasificación para el Mundial). Su primer partido, el 16 de febrero, fue en la primera ronda del torneo, en la que perdieron 5-1 contra Nigeria.
Enseguida se consolidó como una de las mejores selecciones africanas. En 1998, 2002 y 2006 llegaron a la final del Campeonato de África; perdieron las tres contra Nigeria, el gran dominador del futfem africano.
Entre 1999 y 2007, como subcampeones de África, jugaron tres Mundiales seguidos. En todos cayeron en la primera fase. En sus 9 partidos en el Mundial cosecharon una victoria (2-1 a Australia en 2003), un empate (1-1 también contra Australia en 1999) y siete derrotas.
Los años siguientes han sido de declive. En los Campeonatos de África de 2008 y 2010 no pasaron de la fase de grupos, y no se clasificaron para el de 2010. Jugó un par de amistosos preliminares para el Campeonato Africano Femenino de Fútbol del 2014, el más importante lo perdieron 5 a 0 con Japón, ya en el torneo lo arrancaron de la peor manera perdiendo 1 a 0 ante Argelia, luego empataron 1-1 con Sudáfrica y el último partido lo ganaron 1 a 0 a Camerún quedando eliminadas por la goleada de Sudáfrica 5 a 1 ante Argelia quedando empatadas en 4 puntos, pero diferencia de +3 con el 0 de Ghana.

## Estadísticas

### Copa Mundial Femenina de Fútbol
| Edición | Resultado      | Posición       | PJ             | PG             | PE             | PP             | GF             | GC             |
| ------- | -------------- | -------------- | -------------- | -------------- | -------------- | -------------- | -------------- | -------------- |
| 1991    | No clasificó   | No clasificó   | No clasificó   | No clasificó   | No clasificó   | No clasificó   | No clasificó   | No clasificó   |
| 1995    | No clasificó   | No clasificó   | No clasificó   | No clasificó   | No clasificó   | No clasificó   | No clasificó   | No clasificó   |
| 1999    | Fase de grupos | 13.º           | 3              | 0              | 1              | 2              | 1              | 10             |
| 2003    | Fase de grupos | 12.º           | 3              | 1              | 0              | 2              | 2              | 5              |
| 2007    | Fase de grupos | 15.º           | 3              | 0              | 0              | 3              | 3              | 15             |
| 2011    | No clasificó   | No clasificó   | No clasificó   | No clasificó   | No clasificó   | No clasificó   | No clasificó   | No clasificó   |
| 2015    | No clasificó   | No clasificó   | No clasificó   | No clasificó   | No clasificó   | No clasificó   | No clasificó   | No clasificó   |
| 2019    | No clasificó   | No clasificó   | No clasificó   | No clasificó   | No clasificó   | No clasificó   | No clasificó   | No clasificó   |
| 2023    | No clasificó   | No clasificó   | No clasificó   | No clasificó   | No clasificó   | No clasificó   | No clasificó   | No clasificó   |
| 2027    | Por disputarse | Por disputarse | Por disputarse | Por disputarse | Por disputarse | Por disputarse | Por disputarse | Por disputarse |
| Total   | 3/9            | 28.º           | 9              | 1              | 1              | 7              | 6              | 30             |

### Copa Femenina Africana de Naciones
| Edición | Resultado                                  | Posición                                   | PJ                                         | PG                                         | PE                                         | PP                                         | GF                                         | GC                                         |
| ------- | ------------------------------------------ | ------------------------------------------ | ------------------------------------------ | ------------------------------------------ | ------------------------------------------ | ------------------------------------------ | ------------------------------------------ | ------------------------------------------ |
| 1991    | Cuartos de final                           | 5.º                                        | 1                                          | 0                                          | 0                                          | 1                                          | 2                                          | 7                                          |
| 1995    | Semifinal                                  | 4.º                                        | 2                                          | 0                                          | 0                                          | 2                                          | 0                                          | 5                                          |
| 1998    | Subcampeón                                 | 2.º                                        | 4                                          | 3                                          | 0                                          | 1                                          | 11                                         | 4                                          |
| 2000    | Tercer lugar                               | 3.º                                        | 5                                          | 3                                          | 1                                          | 1                                          | 13                                         | 6                                          |
| 2002    | Subcampeón                                 | 2.º                                        | 5                                          | 4                                          | 0                                          | 1                                          | 9                                          | 4                                          |
| 2004    | Tercer lugar                               | 3.º                                        | 5                                          | 3                                          | 1                                          | 1                                          | 7                                          | 2                                          |
| 2006    | Subcampeón                                 | 2.º                                        | 5                                          | 4                                          | 0                                          | 1                                          | 7                                          | 3                                          |
| 2008    | Fase de grupos                             | 5.º                                        | 3                                          | 1                                          | 1                                          | 1                                          | 4                                          | 4                                          |
| 2010    | Fase de grupos                             | 5.º                                        | 3                                          | 1                                          | 0                                          | 2                                          | 4                                          | 6                                          |
| 2012    | No clasificó                               | No clasificó                               | No clasificó                               | No clasificó                               | No clasificó                               | No clasificó                               | No clasificó                               | No clasificó                               |
| 2014    | Fase de grupos                             | 5.º                                        | 3                                          | 1                                          | 1                                          | 1                                          | 2                                          | 2                                          |
| 2016    | Tercer lugar                               | 3.º                                        | 5                                          | 3                                          | 1                                          | 1                                          | 8                                          | 4                                          |
| 2018    | Fase de grupos                             | 6.º                                        | 3                                          | 1                                          | 1                                          | 1                                          | 3                                          | 3                                          |
| 2020    | Cancelado debido a la pandemia de COVID-19 | Cancelado debido a la pandemia de COVID-19 | Cancelado debido a la pandemia de COVID-19 | Cancelado debido a la pandemia de COVID-19 | Cancelado debido a la pandemia de COVID-19 | Cancelado debido a la pandemia de COVID-19 | Cancelado debido a la pandemia de COVID-19 | Cancelado debido a la pandemia de COVID-19 |
| 2022    | No clasificó                               | No clasificó                               | No clasificó                               | No clasificó                               | No clasificó                               | No clasificó                               | No clasificó                               | No clasificó                               |
| 2024    | Clasificó                                  | Clasificó                                  | Clasificó                                  | Clasificó                                  | Clasificó                                  | Clasificó                                  | Clasificó                                  | Clasificó                                  |
| Total   | 11/13                                      | 4.º                                        | 44                                         | 24                                         | 6                                          | 14                                         | 70                                         | 50                                         |

## Últimos y próximos encuentros
Actualizado al último partido jugado el 28 de febrero de 2024
| Fecha      | Ciudad   | Local   | Resultado | Visitante | Competición                      |
| ---------- | -------- | ------- | --------- | --------- | -------------------------------- |
| 20-09-2023 | Kigali   | Ruanda  | 0:7       | Ghana     | Clas. Campeonato Femenino 2024   |
| 26-09-2023 | Acra     | Ghana   | 5:0       | Ruanda    | Clas. Campeonato Femenino 2024   |
| 27-10-2023 | Cotonú   | Benín   | 0:3       | Ghana     | Torneo Preolímpico Femenino 2024 |
| 31-10-2023 | Acra     | Ghana   | 2:0       | Benín     | Torneo Preolímpico Femenino 2024 |
| 01-12-2023 | Acra     | Ghana   | 3:1       | Namibia   | Clas. Campeonato Femenino 2024   |
| 05-12-2023 | Pretoria | Namibia | 1:0       | Ghana     | Clas. Campeonato Femenino 2024   |
| 23-02-2024 | Acra     | Ghana   | 0:1       | Zambia    | Torneo Preolímpico Femenino 2024 |
| 28-02-2024 | Ndola    | Zambia  | 3:3       | Ghana     | Torneo Preolímpico Femenino 2024 |
| 13-07-2024 | Kanazawa | Japón   | -:-       | Ghana     | Partido amistoso                 |